# Округ Мерсер (Охајо)
Мерсер (енгл. Mercer County) је округ у америчкој савезној држави Охајо.

## Демографија
По попису из 2010. године број становника је 40.814, што је 110 (-0,3%) становника мање него 2000. године.
| Група             | 2000.          | 2010.          |
| Белци             | 40.014 (97,8%) | 39.453 (96,7%) |
| Афроамериканци    | 39 (0,1%)      | 101 (0,2%)     |
| Азијати           | 117 (0,3%)     | 181 (0,4%)     |
| Хиспаноамериканци | 470 (1,1%)     | 614 (1,5%)     |
| Укупно            | 40.924         | 40.814         |